# Xysticus minutus
Xysticus minutus là một loài nhện trong họ Thomisidae.
Loài này thuộc chi Xysticus. Xysticus minutus được Benoy Krishna Tikader miêu tả năm 1960.